# مايك مولوني
مايك مولوني (بالإنجليزية: Mike Moloney)‏ هو لاعب كرة القدم الغالية أيرلندي، ولد في 7 يناير 1988 في كيلارني ‏ في جمهورية أيرلندا.